# Brix Schaumburg

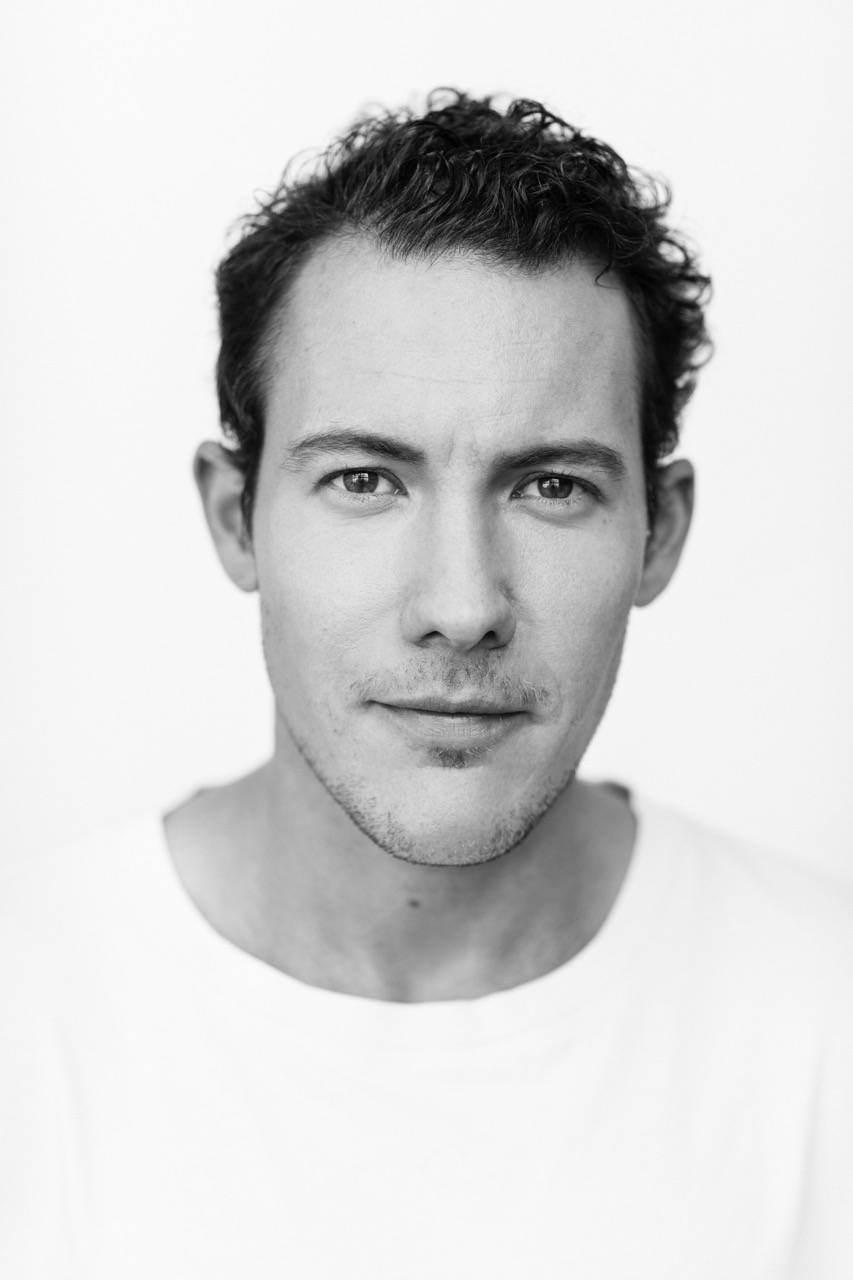
Brix Schaumburg (2020)

Brix Schaumburg (geboren 1990 in Hattingen) ist ein deutscher Schauspieler, Musicaldarsteller und Sänger.

## Leben
Brix Schaumburg wuchs im Ruhrgebiet auf, verließ sein Zuhause jedoch schon mit 16 Jahren. Er verbrachte einige Jahre in Neuseeland, der Schweiz und England und lebte längere Zeit in Hamburg. Von 2010 bis 2013 absolvierte er eine Musical-Ausbildung an der Stage School Hamburg, die er von 2014 bis 2015 an der London Drama School KSA Academy of Performing Arts erweiterte.
Seit 2016 ist er mit der Sängerin und Schauspielerin Alina Schaumburg (geborene Bier) liiert, das Paar heiratete 2018. Im Jahr 2020 wurden sie Eltern einer Tochter. Das Paar lebt im Wendland.

## Karriere
Erste Bühnenrollen hatte Schaumburg als Musicaldarsteller, unter anderem im Dschungelbuch in der Hauptrolle des Mowgli sowie in Tanz auf dem Vulkan.
Seit 2013 ist er Mitglied im Team Germany bei WCOPA – World Championships of Performing Arts, seit 2017 als National Director des deutschen Teams. Bei den World Championships of Performing Arts in Los Angeles gewann er zusammen mit dem Team in den Jahren 2013 und 2016 zahlreiche Preise, im Jahr 2019 erreichte das Team unter seiner Leitung den Status als Vizeweltmeister Group Competition.
Schaumburg spielte 2020 in der Fernsehserie Sunny – Wer bist du wirklich? den trans Mann Nik. Damit war er nicht nur der erste trans Mann, der einen solchen im deutschen Fernsehen spielte, sondern auch der erste mit einer durchgehenden Hauptrolle im deutschen Fernsehen.
Eine Bühnenfigur, die Schaumburg wiederkehrend bei Soloabenden nutzt, ist die Dragqueen-Persona „Miss Cherry La Boom“. Gegenüber der Zeitschrift Siegessäule führte er dazu aus: „Für mich ist Drag eine Kunstform, hinter der man sich auch ein bisschen verstecken kann. Man kann Dinge sagen, die man sich sonst nicht trauen würde. Ich habe zum Beispiel einen krassen Ruhrpott-Humor, den ich dann eher als Miss Cherry La Boom ausleben kann.“
Im Juli 2020 veröffentlichte er den Popsong It will be fine, eine Pride-Hymne anlässlich der aufgrund der Covid-19-Pandemie ausgefallenen CSD-Saison. Für den Song fand er gemeinsam mit seinem Produzenten und Komponisten Olman Wiebe mehr als fünfzig Mitwirkende aus aller Welt, die Teile daraus gemeinsam mit Brix interpretieren, darunter Prominente wie Schauspieler Wilson Gonzalez Ochsenknecht oder TV-Moderatorin Annie Hoffmann, aber auch Personen aus der Gesellschaft ohne besondere Bekanntheit. Seit Dezember 2020 betreibt er den Podcast Herzfarben, in welchem er sich mit Fragen rund um die Themenfelder Identität und Gender befasst.
Im Februar 2021 war Schaumburg Teil der Initiative #ActOut im SZ-Magazin, zusammen mit 184 anderen lesbischen, schwulen, bisexuellen, queeren, nichtbinären, intersexuellen und Transgender-Personen aus dem Bereich der darstellenden Künste.
Für die 2021 erschienene Netflix-Kinderserie Ridley Jones übernahm Schaumburg in seiner ersten Synchronrolle die Synchronisation des Bisons Fred, der ersten als nichtbinär identifizierten Cartoonfigur in einer Kinderserie auf Netflix, die sich an Kinder im Vorschulalter richtet. Im englischen Original wird die Rolle von Ezra Menas gesprochen. Im August 2021 erfolgte die Uraufführung des Tanztheaterstücks Mensch*sein in der Waldbühne Benneckenstein im Rahmen des Festivals Que(e)r durch den Wald – Theaternatur 2021, bei dem Schaumburg nicht nur mitwirkte, sondern auch verantwortlich für Buch und Regie zeichnete.
Brix Schaumburg moderiert seit 2022 die Gala zur Preisverleihung der Teddy Awards im Rahmen der Internationalen Filmfestspiele Berlin in der Volksbühne am Rosa-Luxemburg-Platz.
Im Februar 2024 erschien in Zusammenarbeit mit der Illustratorin Anna Lisicki-Hehn sein erstes Kinderbuch beim Carlsen Verlag, ein Bilderbuch für die Altersgruppe 2–4 Jahre, Mein kleiner Herzensmensch. Im Jahr 2025 veröffentlichte er bei Heyne das autobiografisch geprägte Buch Qu(e)er durchs Land: Von der Vielfalt des Lebens und der Suche nach mir selbst. Er beschreibt darin zwei größere Touren mit dem Fahrrad durch Deutschland, die er seit 2023 vor dem Hintergrund unternommen hat, Sichtbarkeit für queere Lebensrealitäten zu schaffen, verbunden mit Erinnerungen an und Reflexionen über sein Leben.
Im März 2024 beteiligte sich Schaumburg zusammen mit weiteren Prominenten an einem öffentlichen Tierschutz-Aufruf, der sich an den Discounter Lidl richtete.

## Auszeichnungen
- 2013: 3 Medaillen bei der Worldchampionship of Performing Arts als Solokünstler
- 2016: 11 Medaillen bei der 20th Annual Worldchampionship of Performing Arts, darunter Gold für die Beste Musical Broadway Performance und die Auszeichnung mit dem Industry Award[21]
- 2019: Phönix Award des Blogs enby:galactic + trans:tastic als Inspirierendste Transpersönlichkeit des Jahres[22]
- 2019: IFFM-Award des International Film Festival Manhattan in der Kategorie Best Music Video für Inside Out[23]
- 2024: Soul of Stonewall Award in der Kategorie Zusammenhalt in der Community[24]

## Filmografie
- 2015: Tattoo Fixers, Channel 4
- 2016: Du bist Bundestrainer, Rolle: Thomas Müller, Regie: Juri Höhne
- 2017: Zwischen den Stühlen, Rolle: Momo Cherie
- 2019: Inside Out (Kurzfilm), Rolle: Brix, Regie: Mable Winkler
- 2019: I don’t know (Kurzfilm), Rolle: Secretary, Regie: Veronika Bolotina
- 2020: Sunny – Wer bist du wirklich?, Rolle: Nik
- 2021: Sex Zimmer Küche Bad, Rolle: Tom Greve
- 2022: SOKO Stuttgart, Staffel 14, Folge 11: Was geschah mit Rabea K.?, Rolle: Robert Henschel[25]
- 2023: SOKO Wismar, Staffel 19, Folge 26: Vorsingen, Rolle: Tom Benz
- 2024: Dein perfektes Jahr, Rolle: Herr Freese (ZDF)
- 2024: Wo wir sind, ist oben (Serie, ARD), Rolle: Sven Grosny, Regie: Wolfgang Groos, Matthias Koßmehl[26]

## Synchronrollen
- 2021: Ridley Jones, Ezra Menas als Fred
- 2021: Explained: Unser Kopf, Staffel 2, Folge 2: Das Gehirn von Teenagern
- 2022: How to build a Sex Room, Staffel 1, als Brody Danger (Netflix)
- 2022: Waffel und Mochi, als River Butcher (Netflix)
- 2022: Die längste Nacht, Staffel 1, Folgen 2–6, Pablo Alamá als Rey (Netflix)
- 2022: Ein Mann namens Otto, Mack Bayda als Malcom
- 2022: Hellraiser – Das Schloss zur Hölle, Jamie Clayton als Pinhead

## Theaterrollen (Auswahl)
- 2013: Die drei ???, Theater on Tour Darmstadt, Rolle: Peter Shaw, Regie: Marco Böß
- 2013: Don Giovanni, Thalia Theater Hamburg, Regie: Antú Romero Nunes
- 2015: Die kleine Meerjungfrau, Theater Liberi, Rolle: Prinz, Regie: Helge Fedder
- 2017–2019: Dschungelbuch, Theater Liberi, Rolle: Mowgli, Regie: Helge Fedder
- 2017: MHT Music Hall Tavern – Dragshow, Rolle: Miss Katarina, Regie: Paul Carroll
- 2017: Tanz auf dem Vulkan, Schauspielhaus Stuttgart, Rolle: Jerome, Regie: Manfred Langner
- 2018: Butterbrot, Theater Gastspiele Fürth, Rolle: Martin, Regie: Thomas Rohmer
- seit 2019: Soloabende als Miss Cherry La Boom
- 2019: Transparencia, Theater Lüneburg, Regie: Kolja Schallenberg
- 2020: Ich bin ein Berblinger, Roxy Ulm
- 2020: Paw Patrol, Nickelodeon/FKP Scorpio, Rolle: Marshall
- seit 2020: Mach was – Prävention, Theater und mehr ...
- 2021: Mensch*sein, UA: Waldbühne Benneckenstein im Rahmen des Festivals Que(e)r durch den Wald – Theaternatur 2021 (Buch, Regie und Darsteller)
- 2021: Jesus – Queen of Heaven, Bibelhaus Frankfurt, Solostück (Übersetzung, Produktion, Darsteller)

## Publikationen
- mit Anna Lisicki-Hehn (Illustrationen): Mein kleiner Herzensmensch: Für alle Papas und ihre Kinder. Carlsen Verlag, Hamburg 2024, ISBN 978-3-551-17240-2.
- Qu(e)er durchs Land: Von der Vielfalt des Lebens und der Suche nach mir selbst. Heyne, München 2025, ISBN 978-3-453-60708-8.

## Diskografie
Singles
- 2020: It will be fine[1]